# Bertrand Van Ruymbeke
Pour les articles homonymes, voir Van Ruymbeke.
Bertrand Van Ruymbeke, né le 7 juin 1962 à Paris, est un historien et un angliciste français.

## Biographie
Bertrand Van Ruymbeke est docteur en études anglophones de l'université Sorbonne-Nouvelle (1995).
Professeur de civilisation américaine à l'université Paris VIII depuis 2004, il a longtemps enseigné au département d'histoire de l'université de Charleston en Caroline du Sud. Il a été en 2011 et 2012, attaché à la coopération universitaire à l'ambassade de France aux Pays-Bas
Il est le cofondateur du Journal of Early American History publié par Brill aux Pays-Bas. En 2003, il a soutenu sous la direction de Bernard Cottret une habilitation à diriger des recherches à l'université de Versailles-Saint-Quentin-en-Yvelines sur « Histoire et mémoire : les migrations francophones dans l'espace atlantique ». 
Il est le fils d'André Van Ruymbeke (1921-2012), résistant, haut fonctionnaire et dirigeant d'entreprise français  et le frère du juge Renaud Van Ruymbeke (1952-2024). 
Son grand-père Paul dit Bobby et trois de ses grands oncles, belges, ont été footballeurs à l'Olympique de Marseille. 

## Principales publications
- Memory and Identity, Columbia, South Carolina University Press, 2003 (en collaboration)
- From New Babylon to Eden, Columbia, South Carolina University Press, 2006
- Constructing Early Modern Empires, Leyde, Brill, 2007 (en collaboration)
- Naissance de l'Amérique du Nord, Paris, Les Indes savantes, 2008 (en collaboration)
- L'Amérique avant les États-Unis : une histoire de l'Amérique anglaise, 1497-1776, Paris, Flammarion, 2013
- Histoire des États-Unis de 1492 à nos jours, Paris, Tallandier, 2018

## Distinctions
Lauréat en 1992 de la South Carolina Historical Association pour le meilleur article d'histoire, il a reçu également le prix de la Huguenot Society of America en 2007 pour From New Babylon to Eden. En 2015 il est devenu membre sénior de l'Institut universitaire de France.